# كرة الطائرة الشاطئية في الألعاب الأولمبية الصيفية 2016 – مسابقة الرجال
أقيمت بطولة الرجال لكرة الطائرة الشاطئية ضمن دورة الألعاب الأولمبية الصيفية 2016 في ريو دي جانيرو، البرازيل في ملعب كوباكابانا خلال الفترة 06-18 أغسطس 2016 وشارك فيها 48 رياضي من أربعة عشرين فريق من أصل 17 دولة من جميع أنحاء العالم للتنافس على الميدالية الذهبية.